# Gangakhed
Gangakhed là một thành phố và là nơi đặt hội đồng đô thị (municipal council) của quận Parbhani thuộc bang Maharashtra, Ấn Độ.

## Nhân khẩu
Theo điều tra dân số năm 2001 của Ấn Độ, Gangakhed có dân số 40.412 người. Phái nam chiếm 51% tổng số dân và phái nữ chiếm 49%. Gangakhed có tỷ lệ 60% biết đọc biết viết, cao hơn tỷ lệ trung bình toàn quốc là 59,5%: tỷ lệ cho phái nam là 68%, và tỷ lệ cho phái nữ là 52%. Tại Gangakhed, 16% dân số nhỏ hơn 6 tuổi.